# Progebiophilus assisi
Progebiophilus assisi är en kräftdjursart som beskrevs av Syed Muhammad Anwar Kazmi och M. Bourdon 1997. Progebiophilus assisi ingår i släktet Progebiophilus och familjen Bopyridae. Inga underarter finns listade i Catalogue of Life.